# Leptosia marginea
Leptosia marginea é uma borboleta da família Pieridae. Ela é encontrada em Serra Leoa, Libéria, Costa do Marfim, Gana, Togo, Benin, sul da Nigéria, Camarões, Gabão, República do Congo, na República Centro-Africana, na parte ocidental da República Democrática do Congo e, possivelmente, Uganda e Tanzânia. O habitat natural consiste em florestas primárias.